# Bothrideres aberrans
Bothrideres aberrans is een keversoort uit de familie knotshoutkevers (Bothrideridae). De wetenschappelijke naam van de soort werd in 1899 gepubliceerd door Arthur Mills Lea.